# Competencia oficial
Competición oficial es una película de comedia hispano-argentina de 2021 dirigida por Mariano Cohn y Gastón Duprat, a partir de un guion de Duprat, Cohn y Andrés Duprat. Está protagonizada por Antonio Banderas, Penélope Cruz y Oscar Martínez.

## Argumento
Un anciano multimillonario (Humberto Suárez), interesado en dejar un legado, decide financiar una película dirigida por la excéntrica Lola Cuevas. El guion está adaptado de una novela premiada sobre un hombre que no puede perdonar a su hermano por matar a sus padres en un accidente de coche conduciendo ebrio. Los dos hermanos serán interpretados por el prestigioso actor de teatro  Iván Torres y el famoso actor de Hollywood Félix Rivero, cuyas diferencias en los métodos hacen que se enfrenten durante los ensayos.

## Reparto
- Penélope Cruz como Lola Cuevas
- Antonio Banderas como Félix Rivero
- Oscar Martínez como Iván Torres
- Pilar Castro como Violeta
- Irene Escolar como Diana Suárez[2]
- Manolo Solo[3] como Matías
- José Luis Gómez como Humberto Suárez[2]
- Nagore Aranburu como Julia
- Koldo Olabarri como Darío
- Juan Grandinetti como Ariel

## Producción
En enero de 2020 se anunció el casting con Antonio Banderas, Penélope Cruz, Oscar Martínez, Pilar Castro, Irene Escolar, Carlos Hipólito, José Luis Gómez, Nagore Aranburu, Koldo Olabarri y Juan Grandinetti con Mariano Cohn y Gastón Duprat dirigiendo a partir de un guion escrito junto a Andrés Duprat, hermano de Gastón. Cruz y Banderas solo habían coincidido en pantalla antes durante dos minutos de la película de 2013 de Pedro Almodóvar Los amantes pasajeros.
La película ha sido producida por el estudio Mediapro, con la participación de RTVE, TV3 y Orange España.
La fotografía principal comenzó en febrero de 2020. En marzo de 2020, la producción se detuvo debido a la pandemia de COVID-19. El rodaje se reanudó en septiembre de 2020 y el final se anunció en octubre de 2020.

## Lanzamiento
Competencia oficial tuvo su estreno mundial en el 78° Festival de cine de Venecia el 4 de septiembre de 2021. También se proyectó en el Festival Internacional de Cine de Toronto en septiembre de 2021. Buena Vista International distribuye la película en España. Protagonist Pictures se encargó de las ventas internacionales.
Star Distribution (antes Buena Vista International Latinoamérica) adquirió los derechos de distribución para América Latina. En el caso de Argentina, el estreno de la película se produjo el 17 de marzo de 2022. IFC Films compró los derechos de estreno en cines para los Estados Unidos.

## Recepción
En el agregador Rotten Tomatoes, posee un 94% de críticas positivas basado en 67 reseñas, con una calificación promedio de 7,5/10. El consenso crítico dice: "Su premisa puede interesar más a los fanáticos del cine, pero Competencia oficial tiene un enfoque riguroso que con un humor agudo hace que tenga un atractivo universal".
En el Festival internacional de cine Cinéfest Sudbury de 2021, ganó el premio a Mejor Película Internacional. En el Festival internacional de cine de Vancouver de 2021, ganó el Premio del Público a la película más popular en el programa de Galas y Presentaciones Especiales.

## Premios
Unión de Actores y Actrices
| Año  | Categoría                  | Nominación    | Resultado |
| ---- | -------------------------- | ------------- | --------- |
| 2022 | Mejor protagonista de cine | Penélope Cruz | Nominada  |